# Три життя
«Три життя» — радянський двосерійний драматичний художній фільм 1924 року, знятий режисером Іваном Перестіані на кіностудії «Держкінопром Грузії».

## Сюжет
За романом Г. Церетелі «Перший крок». Головний герой, купець Бахва Пулава, полюбив бідну дівчину швачку Есму і одружився з нею. Неробі і кутилі Еремії Царбі теж сподобалася Есма і він вирішив заволодіти нею. За допомогою своїх товаришів по чарці він здійснює свій задум і викрадає її. Бахва зі своїми друзями пускається в погоню. Еремія, зрозумівши, що йому не сховатися, вбиває Есму. Після смерті коханої дружини Бахва вирішує помститися Царбі, який знаходить притулок в будинку своєї родички Валіди — красивої і підступної жінки, яка має вплив на великого сановника — полковника Лєбова. З його допомогою вона домагається виправдання Еремії. У розпачі Бахва проникає зі своїми друзями в спальню Еремії і кинджалом вбиває його. Потім з'являється в поліцію і зізнається у скоєному злочині.

## У ролях
- Нато Вачнадзе — Есма
- Михайло Геловані — Бахва Пулава
- Дмитро Кіпіані — Еремія Царба
- А. Лагідзе — Саломея
- Закарій Берішвілі — Мейра
- Тамара Болквадзе — Валіда, родичка Царби
- Коте Мікаберідзе — Бату
- Олександр Кусіков — Мікіртумов, постачальник м'яса
- Володимир Оболенський — Лєбов, полковник
- Цецілія Цуцунава — служанка, свідок в суді
- Іван Кручинін — суддя
- Іван Сабуров — учень
- Михайло Мірзоян — виконавець танцю
- Ванда Полікевич — мадам Саллі
- Л. Разногородський — Іван
- Патвакан Бархударян — Шелія
- Т. Еріставі — епізод
- В. Данич — дочка Мікіртумова
- Шалва Еліашвілі — епізод
- Іван Перестіані — епізод
- Михайло Султанішвілі — епізод

## Знімальна група
- Режисер — Іван Перестіані
- Оператор — Олександр Дігмелов
- Художник — Семен Губін-Гун